# مراد فرید
مراد فرید (انگلیسی: Morad Fareed؛ زادهٔ ۱۴ سپتامبر ۱۹۷۹) بازیکن فوتبال اهل فلسطین بود.
وی همچنین در تیم ملی فوتبال فلسطین بازی کرده است.